# Desrusificación
La desrusificación (o desrusianización) es un proceso o política pública en diferentes estados del antiguo Imperio ruso y la Unión Soviética o ciertas partes de ellos, encaminada a restaurar la identidad nacional de los pueblos indígenas: su lengua, cultura y memoria histórica, perdida a causa de la llamada rusificación. El término también se puede utilizar para describir la marginación del idioma, la cultura y otros atributos de la sociedad de habla rusa a través de la promoción de otros idiomas y culturas, generalmente autóctonos.

## Después del colapso del Imperio ruso
Por primera vez, la desrusificación se manifestó en los nuevos estados independientes que surgieron después del colapso del Imperio ruso en 1917, como Polonia, Finlandia, Georgia, Estonia, Letonia y Lituania. En este caso, a menudo constituyó una discriminación contra la lengua rusa como reacción de los pueblos conquistados en el pasado a un período de intensa (a veces violenta) rusificación.

### Kars

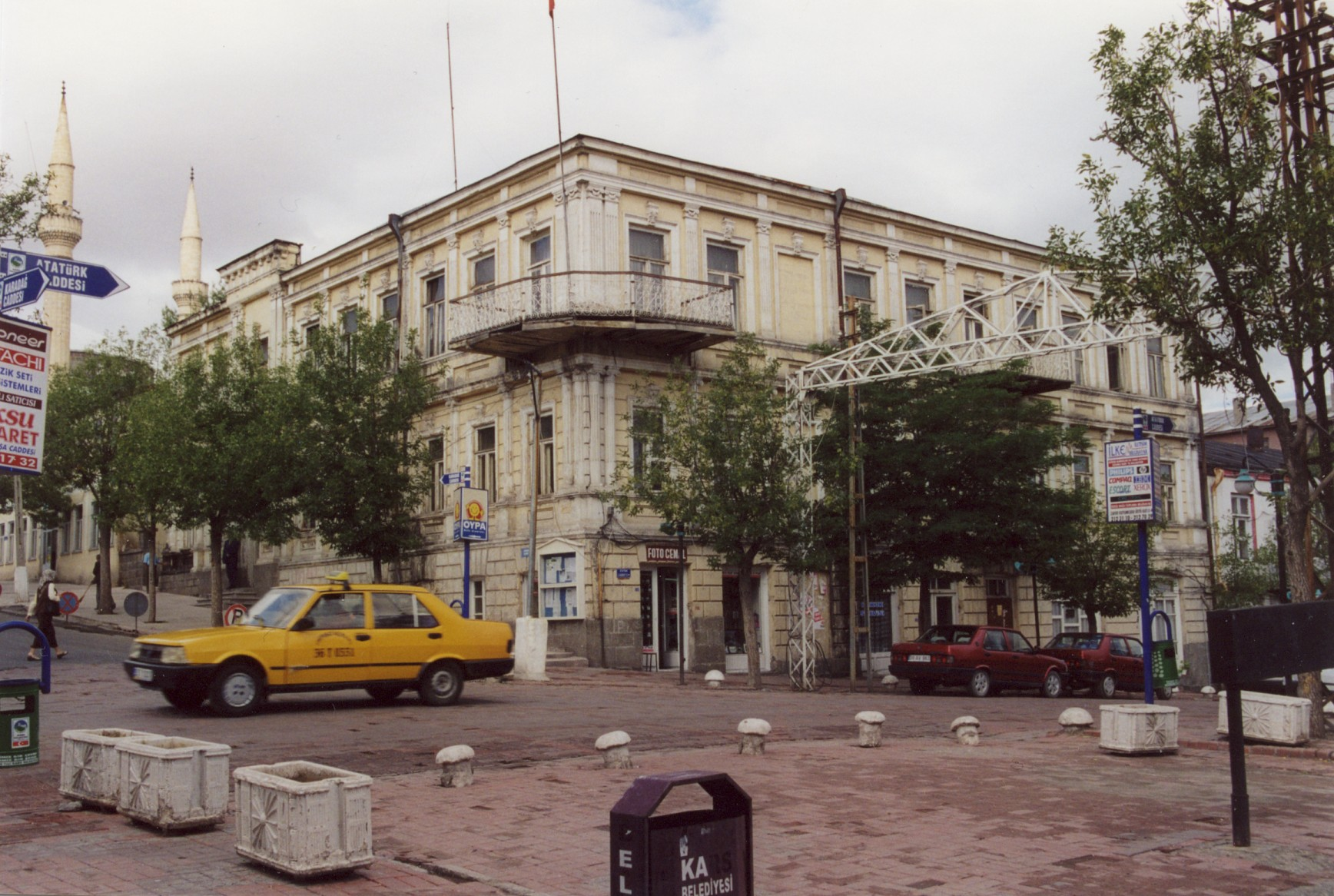
La antigua presencia rusa en Kars está indicada por los edificios restantes de arquitectura típica rusa de finales del y principios del.

Después de que el Tratado de Moscú (1921) transfiriera finalmente el óblast de Kars y varios territorios adyacentes a Turquía, casi todos los cristianos, que constituían el 47 % de la población según el censo de 1897, abandonaron estos territorios. La proporción de eslavos en la región, que en ese momento era el 10,6 % de la población (incluido el 7,7 % de los rusos propiamente dichos), se redujo a cero. Las comunidades griega, armenia y georgiana dejaron de existir.

### Rusos de Harbin

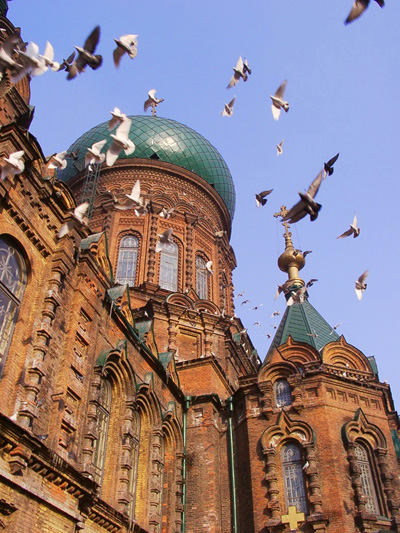
Catedral de Santa Sofía de la Iglesia ortodoxa rusa (construida en 1907), como resto de la influencia rusa en Harbin.

En el período comprendido entre 1945 y 1969 terminó la desrusificación de Harbin, que en el apogeo de la emigración blanca durante la década de 1920 tenía una población de habla rusa de casi 300 000 en el noreste de China. La mayoría de los residentes rusos restantes optaron por emigrar a los Estados Unidos, Australia o regresaron a la URSS.

## En la URSS
En los primeros años del poder soviético, se puso en marcha un mecanismo de indigenización en muchas entidades nacionalmente autónomas de la URSS, que estaba diseñado para proteger los intereses especiales de las naciones titulares. Por lo tanto, a pesar de la promoción del idioma ruso como medio de comunicación interétnica, comenzó el declive demográfico de la población rusa en la mayoría de las autonomías nacionales con el crecimiento paralelo de varias diásporas nacionales en la propia Rusia.
Así, en el contexto de la explosión demográfica en las repúblicas nacionales asiáticas de la URSS, los rusos comenzaron a ser activamente desplazados de todas las esferas de la educación y el empleo (a excepción de las profesiones técnicas más complejas) incluso en aquellas regiones donde constituían la gran mayoría como Biskek y Alma Ata. El crecimiento de la migración interna también condujo a una mayor competencia por la tierra y la vivienda. En estas condiciones, desde finales de la década de 1960, la población rusa inició básicamente un proceso paulatino de repatriación al territorio de la RSFSR.

### División chino-soviética
Después de la división chino-soviética, el Ministerio de Seguridad Pública y la Oficina Estatal de Agrimensura y Cartografía en 1963 emitieron el documento "Aviso sobre solicitud de investigación y análisis sobre problemas existentes en los nombres de lugares rusos y propuestas de manejo de opiniones", exigió a la provincia de Heilongjiang que desrusificara los nombres de lugares dentro de su jurisdicción. Posteriormente, el Departamento Provincial de Asuntos Civiles de Heilongjiang realizó estudios e identificó 20 topónimos rusos que se usaban en el pasado pero que ahora tienen nombres chinos (principalmente calles en Harbin e islas en el río Amur) y 9 nombres de lugares sin nombres chinos; luego envió un informe escrito a  el 27 de diciembre de 1963, que contenía sugerencias para cambiar el nombre de los lugares en ruso, así como una nota de que algunos nombres de lugares necesitaban más estudio. El 26 de diciembre de 1964, el Consejo de Estado de la República Popular China aprobó la propuesta de desrusificación de los topónimos.

### Después del colapso de la Unión Soviética
En la mayoría de las repúblicas de Asia Central y Transcaucasia de la antigua Unión Soviética, la proporción y el tamaño de la población rusa se redujeron con especial rapidez debido a la emigración masiva, el declive natural y una explosión demográfica prolongada entre los pueblos indígenas que comenzaron a aumentar su presencia en Rusia como trabajadores migrantes.
Así, en Tayikistán durante los primeros diez años de la independencia, el número de rusos disminuyó de 400 000 a 60 000. En 2010, el idioma ruso en la república fue privado del estatus de idioma de comunicación interétnica. Continúa la rápida desrusificación de muchas otras ciudades y regiones de Kazajistán y Asia Central.
Por ejemplo, la proporción de población rusa en Astaná entre 1989 y 2009 cayó del 54,5 % al 24,9 %; en Alma Ata del 59,1 % al 33,2 %; en Biskek del 55,8 % al 26,1 %.

### Transición del alfabeto cirílico
Desde el colapso de la Unión Soviética, se redujo el número de países que utilizan oficialmente la escritura cirílica, lo que también puede considerarse un signo de desrusificación. La escritura dejó de utilizarse en Azerbaiyán, Moldavia, Turkmenistán y en parte en Uzbekistán. En Kazajistán, está prevista una transición completa del idioma kazajo del cirílico al latino para 2025.

## Turkmenistán
Todas las escuelas dedicadas al idioma ruso fueron cerradas y sus estudiantes enviados a escuelas turcomanas en todo el país. El gobierno de Turkmenistán redujo la instrucción en ruso a una hora por semana, bloqueó la mayoría de los medios de comunicación en ruso y luego restringió el acceso al material en ruso en la biblioteca nacional.

## Kazajistán
Kazajistán usó letras latinas desde 1929 hasta 1940, después de lo cual el país cambió al cirílico durante una reforma. Antes de eso, allí se usaba la escritura árabe.
El 28 de septiembre de 2017, el Parlamento de Kazajistán celebró una audiencia en la que se presentó el borrador del nuevo alfabeto basado en el latino. El alfabeto constará de 25 caracteres. El proyecto del alfabeto fue presentado por el director del Centro de Coordinación y Metodología del Desarrollo del Lenguaje, Erbol Tleshev. Según él, el alfabeto se compiló teniendo en cuenta el sistema lingüístico del idioma kazajo y las opiniones de los expertos. El director del Instituto de Lingüística, Erden Kazibek, dijo que cada letra del alfabeto significará un sonido y no incluirá caracteres gráficos adicionales. 
El 27 de octubre de 2017, el presidente de Kazajistán, Nursultán Nazarbáyev, firmó un decreto sobre la traducción del alfabeto kazajo del cirílico al latino. El documento, publicado el 27 de octubre, prevé una transición gradual a los gráficos latinos para 2025. El decreto también aprobó un nuevo alfabeto.
El 26 de febrero de 2018, durante una reunión con el ministro de Información y Comunicaciones, Dauren Abayev, el presidente de Kazajistán, Nursultan Nazarbayev, ordenó traducir las actividades de las autoridades estatales exclusivamente al idioma kazajo. Esta transición se realizará por etapas.

## Moldavia
El rumano es un idioma oficial en la constitución moldava desde su independencia, mientras que el ruso todavía se usa pero no es tan importante como lo era en la era soviética. Sin embargo, el idioma ruso no tiene un estatus especial en el país.

## Ucrania
De hecho, el proceso comenzó al mismo tiempo que el colapso de la URSS, pero dado que el tema de la descomunización era un problema mucho mayor, recibió relativamente poca atención en una sola dimensión. Estos procesos resultaron estar estrechamente relacionados e inicialmente tuvieron lugar, en su mayoría de forma espontánea y asistemática. Como el proceso de descomunización en Ucrania casi ha terminado para 2022, después del comienzo de la invasión rusa de Ucrania en 2022, comenzaron algunos avances en el tema de la desrusificación.
En el contexto de la invasión rusa de Ucrania, comenzó la desrusificación en Ucrania. En pueblos y ciudades, se cambiaron los nombres de las calles y se demolieron los monumentos soviético-rusos. No solo se han desrusificado las estructuras arquitectónicas, sino también los nombres de calles relacionados con Rusia. Se realizaron cambios en Leópolis, Dnipró, Kiev y Járkov. A su vez, Ivano-Frankovsk se convirtió en la primera ciudad de Ucrania en estar completamente libre de topónimos rusos.
Al 8 de abril de 2022, según una encuesta del grupo sociológico Rating, el 76 % de los ucranianos apoya la iniciativa de cambiar el nombre de las calles y otros objetos cuyos nombres están asociados con Rusia.